# ماتئو اسپئرافیگو
ماتئو اسپئرافیگو (ایتالیایی: Matteo Spreafico؛ زادهٔ ۱۵ فوریهٔ ۱۹۹۳ ‏(۳۲ سال)) دوچرخه‌سوار اهل ایتالیا است.
از باشگاه‌هایی که در آن رکاب زده‌است می‌توان به اندرونی جوکاتولی–سیدرمک اشاره کرد.